# Persone di nome John/Scrittori
| Questa pagina contiene informazioni ricavate automaticamente dalle voci biografiche con l'ausilio del template Bio e di un bot. L'aggiornamento è periodico e automatico e ricostruisce completamente la pagina. Se manca una persona in questa lista, sei pregato di non aggiungerla, ma accertati piuttosto che la sua voce biografica contenga il template Bio e che i dati anagrafici siano correttamente compilati. Se il template Bio manca, inseriscilo tu stesso o, in alternativa, metti l'avviso {{tmp\|Bio}} che ne segnala la mancanza. Se i dati riportati sono sbagliati, correggi direttamente la voce biografica; le modifiche saranno visibili in questa lista entro pochi giorni. Per chiarimenti vedi il progetto antroponimi. La lista contiene solo le 153 persone che sono citate nell'enciclopedia e per le quali è stato implementato correttamente il template Bio. Pagina aggiornata al 6 ago 2025. |

Questa è una lista di persone presenti nell'enciclopedia che hanno il nome John e sono scrittori.

## A(2)
- John Stevens Cabot Abbott, scrittore e storico statunitense (Brunswick, n. 1805 - Fairhaven, † 1877)
- John Aikin, scrittore inglese (Kibworth Harcourt, n. 1747 - Stoke Newington, † 1822)

## B(19)
- John Banim, scrittore, poeta e drammaturgo irlandese (Kilkenny, n. 1798 - Windgap, † 1842)
- John Banville, romanziere e giornalista irlandese (Wexford, n. 1945)
- John Barclay, scrittore e poeta scozzese (Pont-à-Mousson, n. 1582 - Roma, † 1621)
- John Franklin Bardin, scrittore statunitense (Cincinnati, n. 1916 - New York, † 1981)
- John Barrow, scrittore e esploratore inglese (Dragley Beck, n. 1764 - † 1848)
- John Barth, scrittore statunitense (Cambridge, n. 1930 - Bonita Springs, † 2024)
- John Bayley, scrittore e critico letterario britannico (Lahore, n. 1925 - Lanzarote, † 2015)
- John Bellairs, romanziere statunitense (Marshall, n. 1938 - Haverhill, † 1991)
- John Berendt, scrittore e giornalista statunitense (Syracuse, n. 1939)
- J. D. Beresford, scrittore britannico (Castor, n. 1873 - Bath, † 1947)
- John Birmingham, scrittore australiano (Liverpool, n. 1964)
- John Boyle, V conte di Cork, scrittore irlandese (Westminster, n. 1707 - Frome, † 1762)
- John Boyne, scrittore irlandese (Dublino, n. 1971)
- John Braine, scrittore britannico (Bradford, n. 1922 - Londra, † 1986)
- John Brosnan, romanziere e saggista australiano (Perth, n. 1947 - Londra, † 2005)
- John Brown, scrittore statunitense (Cottonwood, n. 1966)
- John McIntosh Bruce, scrittore e aviatore britannico (Scozia, n. 1923 - † 2002)
- John Buchan, romanziere, poeta e politico scozzese (Perth, n. 1875 - Montréal, † 1940)
- Anthony Burgess, scrittore, critico letterario e glottoteta britannico (Manchester, n. 1917 - Londra, † 1993)

## C(13)
- Ramsey Campbell, scrittore britannico (Liverpool, n. 1946)
- John Dickson Carr, scrittore statunitense (Uniontown, n. 1906 - Greenville, † 1977)
- John G. Cawelti, scrittore statunitense (Evanston, n. 1929 - Louisville, † 2022)
- John Christopher, scrittore e autore di fantascienza inglese (Huyton, n. 1922 - Bath, † 2012)
- John Cleland, scrittore inglese (Kingston upon Thames, n. 1709 - Londra, † 1789)
- John Clute, scrittore e critico letterario canadese (Toronto, n. 1940)
- J. M. Coetzee, scrittore e saggista sudafricano (Città del Capo, n. 1940)
- John Connolly, scrittore irlandese (Dublino, n. 1968)
- John Creasey, scrittore inglese (Southfields, n. 1908 - New Hall, † 1973)
- Michael Crichton, scrittore, sceneggiatore e regista statunitense (Chicago, n. 1942 - Los Angeles, † 2008)
- John Crittenden Duval, scrittore statunitense (Bardstown, n. 1816 - Fort Worth, † 1897)
- John Crosby, scrittore e giornalista statunitense (Milwaukee, n. 1912 - Esmont, † 1991)
- John Crowley, scrittore statunitense (Presque Isle, n. 1942)

## D(9)
- John Ball, scrittore e giornalista statunitense (Schenectady, n. 1911 - Encino, † 1988)
- John Darnielle, scrittore e cantante statunitense (Bloomington, n. 1967)
- John William De Forest, scrittore statunitense (Seymour, n. 1826 - New Haven, † 1906)
- Ed Decker, scrittore statunitense (n. 1935)
- John Dos Passos, scrittore, giornalista e saggista statunitense (Chicago, n. 1896 - Baltimora, † 1970)
- John Gregory Dunne, scrittore, sceneggiatore e giornalista statunitense (Hartford, n. 1932 - New York, † 2003)
- John William Dunne, scrittore e pioniere dell'aviazione irlandese (Kildare, n. 1875 - Banbury, † 1949)
- John Dunning, scrittore statunitense (New York, n. 1942 - † 2023)
- Jack Dunphy, scrittore statunitense (Atlantic City, n. 1914 - New York, † 1992)

## E(4)
- John Emsley, scrittore britannico (n. 1938)
- John Erskine, romanziere, critico letterario e poeta statunitense (New York, n. 1879 - † 1951)
- John Evelyn, scrittore inglese (Wotton, n. 1620 - Londra, † 1706)
- John Everett-Heath, scrittore britannico

## F(3)
- John Fante, scrittore e sceneggiatore statunitense (Denver, n. 1909 - Los Angeles, † 1983)
- John H. Flood Jr., scrittore statunitense (Connecticut, n. 1878 - † 1958)
- John Fowles, scrittore e saggista inglese (Leigh-on-Sea, n. 1926 - Lyme Regis, † 2005)

## G(9)
- John Galsworthy, scrittore e drammaturgo inglese (Coombe, n. 1867 - Hampstead, † 1933)
- John Galt, scrittore scozzese (Irvine, n. 1779 - Greenock, † 1839)
- John Gardner, scrittore e insegnante statunitense (Batavia, n. 1933 - Susquehanna, † 1982)
- John Edmund Gardner, scrittore inglese (Seaton Delaval, n. 1926 - Basingstoke, † 2007)
- John Grant, scrittore e curatore editoriale britannico (Aberdeen, n. 1949 - Hewitt, † 2020)
- John Gray, scrittore e saggista statunitense (Houston, n. 1951)
- John Green, scrittore, youtuber e critico letterario statunitense (Indianapolis, n. 1977)
- John Michael Greer, scrittore e esoterista statunitense (Bremerton)
- John Gruber, scrittore e blogger statunitense (n. 1973)

## H(9)
- John Hardress Wilfred Lloyd, scrittore e produttore televisivo britannico (Dover, n. 1951)
- John Harris, scrittore e matematico inglese (Shropshire, n. 1666 - Norton Court, † 1719)
- John Hart, scrittore statunitense (Durham, n. 1965)
- John Harvey, scrittore inglese (Londra, n. 1938)
- John Hawkes, scrittore statunitense (Stamford, n. 1925 - Providence, † 1998)
- John Hemingway, scrittore statunitense (n. 1960)
- John G. Hemry, scrittore statunitense (n. 1956)
- Jack Vance, scrittore statunitense (San Francisco, n. 1916 - Oakland, † 2013)
- John Horne Burns, scrittore e militare statunitense (Andover, n. 1916 - Cecina, † 1953)

## I(1)
- John Irving, scrittore e sceneggiatore statunitense (Exeter, n. 1942)

## J(2)
- John Jakes, scrittore statunitense (Chicago, n. 1932 - Sarasota, † 2023)
- Stanislaus Joyce, scrittore e docente irlandese (Dublino, n. 1884 - Trieste, † 1955)

## K(4)
- John Katzenbach, scrittore e giornalista statunitense (Princeton, n. 1950)
- John King, scrittore inglese (Slough, n. 1960)
- John Knowles, scrittore statunitense (Fairmont, n. 1926 - Fort Lauderdale, † 2001)
- John Armoy Knox, scrittore e giornalista irlandese (Armoy, n. 1851 - New York, † 1906)

## L(8)
- John Lanchester, scrittore e giornalista britannico (Amburgo, n. 1962)
- Keith Laumer, scrittore statunitense (n. 1925 - † 1993)
- John Lehmann, scrittore britannico (Bourne End, n. 1907 - Londra, † 1987)
- John Leonard, scrittore e critico letterario statunitense (Washington, n. 1939 - New York, † 2008)
- John Ajvide Lindqvist, scrittore svedese (Stoccolma, n. 1968)
- John Linn, scrittore statunitense (Shippensburg, n. 1777 - Filadelfia, † 1804)
- John Gibson Lockhart, scrittore scozzese (Cambusnethan, n. 1794 - Abbotsford House, † 1854)
- John Lutz, scrittore statunitense (Dallas, n. 1939 - Chesterfield, † 2021)

## M(13)
- John D. MacDonald, scrittore statunitense (Sharon, n. 1916 - Milwaukee, † 1986)
- Hugh MacLennan, scrittore canadese (Glace Bay, n. 1907 - Montréal, † 1990)
- John Henry Mackay, scrittore, attivista e biografo britannico (Greenock, n. 1864 - Charlottenburg, † 1933)
- John Macmillan Brown, scrittore britannico (Irvine, n. 1845 - Christchurch, † 1935)
- John Manners, VII duca di Rutland, scrittore inglese (Belvoir Castle, n. 1818 - Belvoir Castle, † 1906)
- John P. Marquand, scrittore e giornalista statunitense (Wilmington, n. 1893 - Newburyport, † 1960)
- John Marsden, scrittore e insegnante australiano (Melbourne, n. 1950 - Romsey, † 2024)
- John Cecil Masterman, scrittore britannico (Kingston upon Thames, n. 1891 - Londra, † 1977)
- John McPhee, scrittore statunitense (Princeton, n. 1931)
- John Mills, scrittore inglese (n. 1717)
- John Milton, scrittore, poeta e filosofo inglese (Londra, n. 1608 - Londra, † 1674)
- John A. Moroso, scrittore e sceneggiatore statunitense (Charleston, n. 1874 - New Rochelle, † 1957)
- John Middleton Murry, scrittore, giornalista e critico letterario inglese (Peckham, n. 1889 - Londra, † 1957)

## N(6)
- John Neal, scrittore e critico letterario statunitense (Falmouth, n. 1793 - Portland, † 1876)
- John Newbery, scrittore e editore britannico (Waltham St. Lawrence, n. 1713 - Canonbury, † 1767)
- John Nichols, scrittore statunitense (Berkeley, n. 1940 - Taos, † 2023)
- John George Nicolay, scrittore e funzionario statunitense (Essingen, n. 1832 - † 1901)
- John Niven, scrittore e sceneggiatore scozzese (Irvine, n. 1966)
- John Norman, scrittore statunitense (Chicago, n. 1931)

## O(3)
- John O'Brien, scrittore statunitense (Oxford, n. 1960 - Los Angeles, † 1994)
- John O'Donovan, scrittore e glottologo irlandese (Atateemore, n. 1806 - Dublino, † 1881)
- John Henry O'Hara, scrittore statunitense (Pottsville, n. 1905 - Princeton, † 1970)

## P(10)
- Francis Beeding, scrittore britannico (n. 1885 - † 1944)
- John Denham Parsons, scrittore inglese (South Stoneham, n. 1861 - † 1936)
- John Pearson, scrittore e biografo britannico (Epsom, n. 1930 - † 2021)
- John Pentland Mahaffy, scrittore svizzero (Vevey, n. 1839 - Dublino, † 1919)
- John Cowper Powys, scrittore britannico (Shirley, n. 1872 - Blaenau Ffestiniog, † 1963)
- John Preston, scrittore statunitense (Medfield, n. 1945 - Portland, † 1994)
- John Preston, scrittore e giornalista britannico (n. 1953)
- Anthony Price, scrittore britannico (Hertfordshire, n. 1928 - † 2019)
- John Boynton Priestley, romanziere e drammaturgo inglese (Bradford, n. 1894 - Alveston, † 1984)
- John Pule, scrittore, pittore e poeta niueano (Liku, n. 1962)

## R(9)
- John Rechy, scrittore e drammaturgo statunitense (El Paso, n. 1934)
- John H. Reese, scrittore statunitense (Sweetwater, n. 1910 - Santa Maria, † 1981)
- John Ridley, scrittore, attore e sceneggiatore statunitense (Milwaukee, n. 1965)
- John Maddox Roberts, scrittore statunitense (Ohio, n. 1947 - Estancia, † 2024)
- John Rosselli, scrittore e musicologo italiano (Firenze, n. 1927 - Cambridge, † 2001)
- John van de Ruit, scrittore e attore sudafricano (Durban, n. 1975)
- John Ruskin, scrittore, pittore e poeta britannico (Londra, n. 1819 - Brantwood, † 1900)
- John Russell, scrittore e sceneggiatore statunitense (Davenport, n. 1885 - Santa Monica, † 1956)
- Ian Russell, XIII duca di Bedford, scrittore inglese (n. 1917 - Santa Fe, † 2002)

## S(9)
- John Scalzi, scrittore e blogger statunitense (Fairfield, n. 1969)
- John Searles, scrittore statunitense (Monroe)
- John Shirley, scrittore e sceneggiatore statunitense (Houston, n. 1953)
- John Sladek, scrittore statunitense (Waverly, n. 1937 - Minneapolis, † 2000)
- John Smolens, scrittore statunitense (New York, n. 1949)
- John Stack, scrittore irlandese (Youghal, n. 1972)
- John Steinbeck, scrittore statunitense (Salinas, n. 1902 - New York, † 1968)
- John Innes Mackintosh Stewart, scrittore e critico letterario scozzese (Edimburgo, n. 1906 - † 1994)
- John E. Stith, scrittore statunitense (Boulder, n. 1947)

## T(7)
- John Taintor Foote, scrittore, commediografo e sceneggiatore statunitense (Leadville, n. 1881 - Los Angeles, † 1950)
- John Tanner, romanziere statunitense (presso il fiume Kentucky, n. 1780 - † 1846)
- John Russell Taylor, scrittore inglese (n. 1935)
- John Taylor, scrittore e poeta inglese (Gloucester, n. 1578 - Londra, † 1653)
- John Timbs, scrittore, editore e antiquario inglese (Clerkenwell, n. 1801 - Edenbridge, † 1875)
- J. R. R. Tolkien, scrittore, filologo e glottoteta britannico (Bloemfontein, n. 1892 - Bournemouth, † 1973)
- John Kennedy Toole, scrittore statunitense (New Orleans, n. 1937 - † 1969)

## U(1)
- John Updike, scrittore, poeta e giornalista statunitense (Reading, n. 1932 - Danvers, † 2009)

## V(2)
- John Varley, scrittore e autore di fantascienza statunitense (Austin, n. 1947)
- John Verdon, scrittore statunitense (New York, n. 1942)

## W(10)
- John Wain, scrittore britannico (Stoke-on-Trent, n. 1925 - Oxford, † 1994)
- John Wainwright, scrittore inglese (n. 1921 - † 1995)
- Sarban, scrittore e diplomatico britannico (Mexborough, n. 1910 - † 1989)
- John Edgar Wideman, scrittore e insegnante statunitense (Washington, n. 1941)
- John Wilkins, scrittore e religioso britannico (Fawsley, n. 1614 - Chester, † 1672)
- John Edward Williams, romanziere e poeta statunitense (Clarksville, n. 1922 - Fayetteville, † 1994)
- Jocko Willink, scrittore e ex ufficiale statunitense (Torrington, n. 1971)
- John Wooley, scrittore e giornalista statunitense (Saint Paul, n. 1949)
- John C. Wright, scrittore statunitense (n. 1961)
- John Wyndham, scrittore britannico (Knowle, n. 1903 - Londra, † 1969)